# Rode rio
De rode rio (Hyphessobrycon flammeus) is een straalvinnige vissensoort uit de familie van de karperzalmen (Characidae). De wetenschappelijke naam van de soort is voor het eerst geldig gepubliceerd in 1924 door Myers.
Er zijn twee van elkaar gescheiden populaties, de ene rond Rio de Janeiro en de ander bij São Paulo. Het is mogelijk dat de laatste niet natuurlijk is. De streek rond Rio de Janeiro is erg vervuild en geïndustrialiseerd en in 2004 is de soort op de Braziliaanse lijst van bedreigde soorten gezet. Dit contrasteert scherp met het feit dat dit een van de meest verbreide aquariumvissen is die al vele jaren in gevangenschap nagekweekt is. De vis is klein: 2 - 2,5 cm lang en komt waarschijnlijk van nature in ondiepe traagvloeiende watertjes voor waar veel begroeiing onder water is, het water helder tot bruinachtig is en de bodem zanderig.